# Сарыйярви
Сарыйярви (Сарай) — пресноводное озеро на территории Шелтозерского вепсского сельского поселения Прионежского района Республики Карелии.

## Общие сведения
Площадь озера — 1,3 км². Располагается на высоте 90,4 метров над уровнем моря.
Форма озера продолговатая: оно вытянуто с юго-запада на северо-восток. Берега преимущественно заболоченные.
С западной стороны озера вытекает безымянный водоток, впадающий с правого берега в реку Шелтозерку, в свою очередь, впадающую в Онежское озеро.
Ближайший населённый пункт — деревня Залесье
Код объекта в государственном водном реестре — 01040100611102000016349.